# Rundhuvuden

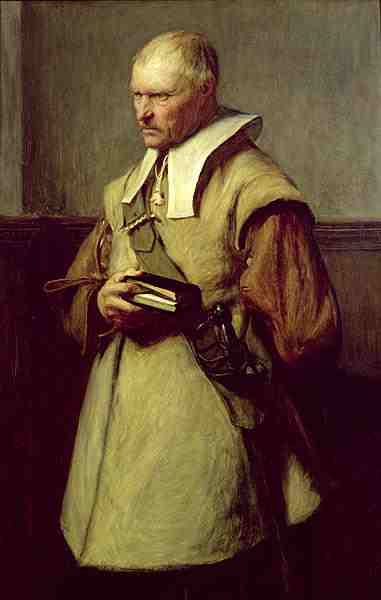
Rundhuvud. Målning av John Pettie.

Rundhuvuden kallades parlamentets anhängare under engelska inbördeskriget 1642–1651.
Rundhuvudena, av vilka de flesta var puritaner, kämpade mot Karl I och mot det kungliga enväldet. Ursprungligen var målet att uppnå en konstitutionell monarki, men istället ledde kriget till att kungen avrättades, och Oliver Cromwell införde en form av diktatur.
"Roundheads", rundhuvuden, förefaller först ha använts som en nedsättande term som kom i bruk mot slutet av år 1641 när konflikter i parlamentet ledde till utbrott av oroligheter i Westminster. En del av, om än inte alla, puritanerna hade kortklippt hår i en rund frisyr som liknade en kort variant av en pagefrisyr. Detta innebar att man enkelt kunde se en stor skillnad på dem och hovmännen som vid denna tid, mitten av 1600-talet, bar sitt hår i långa, lockiga frisyrer. En myndighetsperson yttrade om de folkmassor som samlades i Westminster att "Väldigt få av dem hade hår på huvudet som räckte längre än till öronen, vilket fick till följd att de som brukade samlas för att protestera i Westminster kom att kallas vid öknamnet rundhuvuden". Enligt John Rushworth, historikern bakom verket Historical Collections, användes begreppet första gången den 27 december 1641 av en officer vid namn David Hide som enligt rapporter skulle ha yttrat att han skulle "skära halsen av alla hundar med runda huvuden som vrålade mot biskoparna". 